# Melanolophia praeapicata
Melanolophia praeapicata är en fjärilsart som beskrevs av W. Warren 1900. Melanolophia praeapicata ingår i släktet Melanolophia och familjen mätare. Inga underarter finns listade i Catalogue of Life.